# Francisco Javier Flores Sánchez
Francisco Javier Flores Sánchez (Dos Hermanas, 8 de novembre de 1982) és un futbolista andalús, que ocupa la posició de defensa.

## Trajectòria
Sorgeix del planter del Reial Betis, tot arribant a debutar amb el primer equip en un partit de lliga de la temporada 02/03. Però, no té continuïtat, i després de formar a l'any següent amb el Betis B, a l'estiu del 2004 marxa al Fuerteventura.
La resta de la carrera del defensa prossegueix en equips de Segona B i Tercera. La 05/06 pertany al filial del Ciudad de Murcia, que canviaria posteriorment pel filial de l'altre conjunt de la ciutat, el Reial Múrcia, sense debutar en el primer equip de cap dels dos en Segona Divisió.
La temporada 07/08 hi recala al Ciudad Lorquí, i a la següent marxa al País Valencià per militar a l'Eldense CF.